# Becrux
Becrux oder Mimosa ist der Eigenname des Sterns β Crucis (Beta Crucis). Es ist der zweithellste Stern im Sternbild Kreuz des Südens. Seine Entfernung beträgt ca. 300 Lichtjahre.
Die IAU hat am 20. Juli 2016 den Eigennamen Mimosa als standardisierten Eigennamen für diesen Stern festgelegt.

## Charakteristika
Becrux hat eine spektographische Doppelstern-Komponente, jedoch steht sie zu nah, um diese mit einem Teleskop aufzulösen. Das Paar umkreist sich alle 5 Jahre in 8 AE Entfernung. Becrux ist ein Beta Cephei-Veränderlicher Stern der Spektralklasse B0.5 III und vermutlich der stärkste unter den 1 mag Sternen.
Weil Betacrux mit einer Deklination von −60° lediglich südlich des nördlichen Wendekreises auffällig sichtbar ist, hat er bisher keinen Trivialnamen erhalten. "Mimosa" ist jedoch ein oft verwendeter Name aufgrund seiner Farbe. Im Chinesischen ist Becrux auch als 十字架三 (der Dritte Stern im Kreuz) bekannt.